# 翁貝托·可倫坡
翁貝托·可倫坡（Umberto Colombo，1927年—2006年5月13日）是一个義大利猶太人化工工程師、學者和義大利大學與科技研究部部長。

## 早期的生活和教育
可倫坡出生於1927年。帕維亞大學物理化學博士，曾以傅爾布萊特學者身份前往美國麻省理工 。

## 職業生涯
可倫坡接受化学工程教育，1970年代於 米兰大学任教。 1982年11月到1983年1月間曾短暫擔任ENI主席。而後被任命为義大利國家核能委員會的主管。
从1993年到1994年，擔任钱皮内阁的大學與科技研究部部長。之後，他任職於義大利經濟和勞動國家委員會。

## 過世
可倫坡於2006年5月13日過世於羅馬，享年78歲。